# Видех-штошта пошта
Видех-штошта пошта је америчка анимирана комична телевизијска серија Џона Трабика III која је премијерно приказана на Никелодиону 9. јула 2021.

## Радња
Паркер Ј. Облак, некадашњи кишни облак, његов пријатељ Ангус, и љубимица морж Расел достављају пошту широм планине Видех-штошта. 

## Ликови

### Главни
- Паркер Ј. Облак (глас позајмила Беки Робинсон)
- Ангус Рој Шаклтон (глас позајмио Џон Димаџио)
- Лили (глас позајмила Кирен)
- Градоначелник Пив (глас позајмио Колтон Дан)
- Рајан (глас позајмио Џони Пембертон)

### Гостујући
- Стара Школа (глас позајмио Del the Funky Homosapien)
- Хок Мен (глас позајмио Тони Хок)

## Улоге
| Улога                    | Оригинални глас | Српски глас        |
| ------------------------ | --------------- | ------------------ |
| Паркер Ј. Облак          | Беки Робинсон   | Виктор Мајер       |
| Ангус                    | Џон Димаџио     | Марко Марковић     |
| Лили                     | Кирен           | Маријана Живановић |
| Градоначелник Стив Љутић | Колтрон Дан     | Милан Тубић        |
| Рајан                    | Џони Пембертон  | Бранислав Јевтић   |
| Гђица Пем                | Камали Минтер   | Ања Орељ           |
| Аријел                   | Михаела Диц     | Ивана Тењовић      |
| Блер                     | Ерик Бауза      | Милан Тубић        |
| Клер                     | Камали Минтер   | Јована Цавнић      |
| Дама дрвета              | Барбара Гудсон  | Ана Кораћ          |
| Мили                     | Алекс Казарес   | Јована Цавнић      |
| Џили                     | Алекс Казарес   | Милена Моравчевић  |
| Тили                     | Михаела Диц     | Ивона Рамбосек     |
| Бет                      | Беки Робинсон   | Милан Тубић        |
| Мејпл                    | Камали Минтер   | Марија Огњеновић   |
| Стјуарт                  | Џон Трабик      | Лако Николић       |
| Бред                     | Дејв Х. Џонсон  | Милан Тубић        |
| Дивејн                   | Џон Трабик      | Немања Живковић    |
| Виолета                  | Алекс Казарес   | Ивана Тењовић      |
| Дик Пет-центи            | Џони Пембертон  | Милан Антонић      |